# Emmonsita
La emmonsita es un mineral de la clase de los óxidos, concretamente un telurito de hierro. Fue descubierta en 1885 en Arizona (EE. UU.); siendo nombrada en honor del geólogo estadounidense Samuel F. Emmons. Un sinónimo poco usado es durdenita.

## Hábito
Su hábito puede ser de cristales aciculares formando grupos dispuestos de manera radiada formando parches similares a un liquen; también puede disponerse en drusas de finas escamas, o incluso en masas microcristalinas compactas. A veces puede disponerse en cortezas fibrosas en pequeños agregados en forma de bolitas globulares aisladas.

## Formación y yacimientos
Aparece como mineral secundario en las zonas de oxidación a la intemperie de yacimientos de otros minerales del teluro. También se ha visto en la zona de oxidación de depósitos  hidrotermales de metales preciosos.
Se han encontrado importantes yacimientos en toda la costa del océano Pacífico del continente americano. Suele encontrarse asociado a otros minerales como: telurita, rodalquirita, mackayita, sonoraíta, cuzticita, pirita u oro nativo.